# Sant'Andrea dei Reali
Sant'Andrea dei Reali era un antico monastero di Pavia, le cui tracce furono rinvenute durante la costruzione di un condominio negli anni '60.

## Storia
Nel 1282 i domenicani si insediarono nel monastero benedettino di Sant'Andrea, tuttavia, non molti decenni dopo, si trasferirono presso il convento di San Tommaso e la chiesa di Sant'Andrea divenne un monastero benedettino femminile (1303). Nel 1250 la chiesa fu elevata al rango di parrocchia, ma non venne più menzionata nella visita apostolica del 1460 e nel 1570 fu soppressa.